# 横山明 (陸軍軍人)
横山 明（よこやま あきら、1900年（明治33年）12月30日 - 1943年（昭和18年）6月28日）は、大日本帝国陸軍軍人。最終階級は陸軍少将。功四級。兵科は騎兵科。

## 経歴
1900年（明治33年）に東京府で生まれた。陸軍士官学校第34期、陸軍大学校第42期卒業。ドイツ駐在を経て、1939年（昭和14年）3月に侍従武官に就任し、1941年（昭和16年）10月に陸軍大佐に進級した。1942年（昭和17年）12月10日に第18師団参謀長（緬甸方面軍・第15軍）に就任し、ミイトキーナに出征した。
1943年（昭和18年）6月28日に戦死。同日任陸軍少将。
ラングーンにおける参謀長会議に出席後、飛行機にて駐屯地に帰還の途中、敵機と遭遇して墜落。戦死と認定されたもの。同年7月13日、昭和天皇に横山戦死の報が伝わると侍従武官長を召し出し、哀惜の言葉を賜うとともに、十分な手配をするように命じた。侍従武官経験者の戦死は初のケースであり、葬送の際に祭資、幣帛、供物や花などが下賜され、以後、踏襲されることとなった。